# Tècnica
Una tècnica (del grec, τέχνη [tékne] 'art, tècnica, ofici') és un procediment o conjunt de regles, normes o protocols que té per objectiu obtenir un resultat determinat, ja sigui al camp de les ciències, de la tecnologia, de l'art, de l'esport, de l'educació o de qualsevol altra activitat.
És el conjunt de procediments que s'utilitzen per una art, ciència o activitat determinada, en general s'adquireixen per mitjà de la seva pràctica i requereixen determinades habilitats o destreses.

## Diferenciació entre tècnica i tecnologia
Majoritàriament s'equipara, erròniament, tècnica amb tecnologia. La mateixa Enciclopèdia Catalana dona aquesta definició si busquem tecnologia:
| «                                                          | Ciència que tracta de les arts industrials, de tal manera que és com la teoria de la indústria pràctica, i comprèn la descripció i la crítica dels procediments industrials, recull la història dels seus progressos i investiga els milloraments i els avenços de què són susceptibles els dits procediments. | » |
| — Enciclopèdia Catalana, Definició de tècnica i tecnologia | |   |

i a més a més s'afegeix:
| «                                                          | La tecnologia és una disciplina relativament moderna, d'ençà la Revolució Industrial, i utilitza els mètodes de la ciència i els de l'enginyeria, en contrast amb el conjunt de regles empíriques que constituïen les tècniques i els oficis anteriorment a la sistematització racional amb l'ajuda de les ciències derivada de l'esmentada Revolució Industrial. | » |
| — Enciclopèdia Catalana, Definició de tècnica i tecnologia | |   |

Si busquem tècnica ens surt el mateix resultat. Per tant, es veu com es diferencia entre tecnologia i tècnica; la primera com a disciplina que combina els mètodes de ciència i enginyeria, i la segona com a conjunt de regles empíriques.
El mateix Diccionari de la Llengua Catalana dona aquesta definició per tècnica:
| «                            | 3 f 1. Estudi de les aplicacions de les ciències i de les arts. 2. TECNOL Tecnologia. 4 f 1. Conjunt dels procediments d'un art, d'un ofici. Tècnica pictòrica. Tècniques pedagògiques. 2. Conjunt de procediments per a l'aprofitament industrial o científic dels elements naturals i dels seus derivats. Les noves tècniques industrials. 3. Perícia o habilitat que hom té per a usar els dits procediments. | » |
| — DIEC, Definició de tècnica | |   |

I per tecnologia:
| «                               | f TECNOL 1 Ciència que tracta de les arts industrials, de tal manera que ve a ésser com la teoria de la indústria pràctica. 2 Conjunt dels coneixements propis d'una art industrial o d'un ofici mecànic. 3 Conjunt dels termes i de les expressions tècniques relacionats amb una art industrial o amb un ofici mecànic. | » |
| — DIEC, Definició de tecnologia | |   |

De manera que a la vegada s'equiparen i es diferencien. No obstant, si observem l'origen etimològic observem que tècnica prové del llatí technĭcus, i aquest, del grec tekhnikós (relatiu a un art tècnica) que deriva a tékhnē (art, habilitat). En canvi, tecnologia és un compost de 'tecno-' (forma prefixada de tékhnē) i '-logia' (forma sufixada de lógos, que significa: paraula, raó, teoria, tractat). Per tant, la tecnologia és la raó, la teoria, el tractat de la tècnica.

## Requeriments de la tècnica
La tècnica requereix tant destresses manuals com intel·lectuals, freqüentment l'ús d'una eina i de coneixements varis. Als animals, les tècniques són característiques de cada espècie. A l'ésser humà, la tècnica sorgeix de la necessitat de modificar el medi i es caracteritza per poder ser transmesa, tot i que no sempre se n'és conscient. Cada individu generalment aprèn d'altres (a vegades inventa i altres vegades modifica l'aprenentatge). La tècnica sorgeix de la necessitat de transformar l'entorn per adaptar-lo millor a les necessitats pròpies.